# Кошели (Саратовская область)
Кошели — село в Воскресенском районе Саратовской области. Входит в состав сельского поселения Синодское муниципальное образование (Саратовская область).

## География
Находится на краю поймы Волги на расстоянии примерно 22 километра по прямой на запад от районного центра села Воскресенское.

## Население
Население составляло 278 человека в 2002 году (93 % русские), 434 в 2010.